# Штоб
Штоб (нем. Stoob) — ярмарочная коммуна (нем. Marktgemeinde) в Австрии, в федеральной земле Бургенланд.
Входит в состав округа Оберпуллендорф. Население составляет 1418 человек (на 1 января 2014 года). Занимает площадь 17,4 км². Официальный код — 10822.

## Политическая ситуация
Бургомистр коммуны — Бруно Штутценштайн (СДПА) по результатам выборов 2012 года.
Совет представителей коммуны (нем. Gemeinderat) состоит из 19 мест.
- СДПА занимает 12 мест.
- АНП занимает 7 мест.